# Megeces
Megeces é um município da Espanha na província de Valladolid, comunidade autónoma de Castela e Leão, de área 19,26 km² com população de 474 habitantes (2007) e densidade populacional de 23,16 hab/km².

## Demografia
| Variação demográfica do município entre 1991 e 2004 | Variação demográfica do município entre 1991 e 2004 | Variação demográfica do município entre 1991 e 2004 | Variação demográfica do município entre 1991 e 2004 |
| --------------------------------------------------- | --------------------------------------------------- | --------------------------------------------------- | --------------------------------------------------- |
| 1991                                                | 1996                                                | 2001                                                | 2004                                                |
| 484                                                 | 472                                                 | 467                                                 | 446                                                 |